# Жозе
Жозе́ або Жузе́ (порт. José, МФА: [ʒu.ˈzɛ]) — португальське чоловіче особове ім'я. Похидить від єврейського імені Йоссеф (івр. יוֹסֵף, Yossef, «збільшиться, додасться»). Аналог українського імені Йосип (Йосиф). Також — скорочена форма французького Жозеф (фр. Joseph, МФА: [ʒo.ˈzɛf]). Інші форми — Хосе (в іспаномовних країнах), Джозеф (в англомовних країнах), Йозеф (у німецькомовних країнах). 

## Особи
- Жозе I — король Португалії (1750—1777).
- Жозе ді Аншієта — місіонер-єзуїт.
- Жозе Мануел Дурау Баррозу — португальський політик.
- Жозе Бове — французький суспільний діяч.
- Жозе-Маріа де Ередіа — французький поет.
- Жозе Моурінью — португальський футболіст.
- Жозе Сарамагу — португальський письменник.
- Жозе Сократеш — португальський прем'єр-міністр (2005).
- Жозе Мозіню-да-Сілвейра — португальський міністр фінансів.

## Топоніми

### Франція
- Жозе (Франція)

## Інше
- Жозе Корті — французьке видавництво.